# 대한민국 형사소송법 제72조
대한민국 형사소송법 제72조는 구속과 이유의 고지에 대한 형사소송법의 조문이다. 미국 대법원 판례로 부터 확립된 미란다 원칙을 기원으로 한다.

## 조문
제72조(구속과 이유의 고지) 피고인에 대하여 범죄사실의 요지, 구속의 이유와 변호인을 선임할 수 있음을 말하고 변명할 기회를 준 후가 아니면 구속할 수 없다 다만, 피고인이 도망한 경우에는 그러하지 아니하다.  <개정 1987.11.28., 2007.6.1.>

第72條(拘束과 이유의 告知) 被告人에 對하여 犯罪事實의 요지, 拘束의 이유와 辯護人을 選任할 수 있음을 말하고 辨明할 機會를 준 後가 아니면 拘束할 수 없다 다만, 피고인이 도망한 경우에는 그러하지 아니하다.  <개정 1987.11.28., 2007.6.1.>

## 미란다 고지의 예
당신을 폭행죄(피의사실)의 현행범으로 체포합니다.(피의사실의 요지, 체포의 이유)
변호인을 선임할 수 있고(변호인 선임권), 변명할 말이 있다면 편하게 해 주시기 바랍니다.(변명의 기회)
그 외 묵비권, 불이익진술거부권은 고지할 필요가 없습니다. 영화에서 묵비권, 피혐의자의 진술이 법정에서 불리하게 사용될 수 있다는 등의 말이 나오는데 형사소송법과 다른 이야기..

## 판례
- 형사소송법 제72조는 피고인을 구속함에 있어 법관에 의한 사전 청문절차를 규정한 것으로 집행기관이 취하여야 하는 절차가 아니라 구속영장 발부함에 있어 수소법원 등 법관이 취하여야 하는 절차라 할 것이고 사전에 위 규정에 따른 절차를 거치지 아니한 채 구속영장을 발부하였다면 그 발부결정은 위법하다[1]

## 참고 문헌
- 손동권 신이철, 새로운 형사소송법(초판, 2013), 세창, 2013. ISBN 9788984114081

## 같이 보기
- 대한민국 헌법 제12조 신체의 자유
- 대한민국 형사소송법 제88조
- 미란다 원칙
- 1966년 미란다 대 애리조나 사건 (Miranda v. Arizona)
- 1964년 에스코베도 대 일리노이 사건 (Escobedo v. Illinois)